# 北近畿交流博
北近畿交流博（きたきんきこうりゅうはく）は、1993年（平成5年）に京都府福知山市で開催された地方博覧会。

## 概要
- テーマ - 環日本海時代へのメッセージ
- 愛称 - ふくふくフェスタ’93福知山
- 会場 - 京都府福知山市市内一帯
- 会期 - 1993年（平成5年）4月24日 - 5月9日
- 主催 - ふくふくフェスタ’93実行委員会
- 後援 - 京都府 北近畿60市町村・各商工会議所・商工会 陸上自衛隊福知山駐屯地 西日本旅客鉄道株式会社福知山支社 北近畿タンゴ鉄道株式会社 関西電力株式会社 日本電信電話株式会社北京都支店 北近畿観光連盟

## 入場料
|        | 大人（高校生以上） | 小人（小・中学生） |
| ------ | ------------------ | ------------------ |
| 前売券 | 1200円             | 500円              |
| 当日券 | 1500円             | 700円              |

## 各ゾーン
◆第1ゾーン◆
情報交流未来館
- 「北近畿交流ゾーン」：「北近畿はひとつ」をテーマに、60市町村が各地のご自慢を紹介展示。
- 「情報未来ゾーン」：出展企業・・・井上電機株式会社、NHK、株式会社東部アルビ、関西電力株式会社、西日本旅客鉄道株式会社福知山支社、日本テレコム株式会社、日本電気株式会社、日本電信電話株式会社北京都支店、富士通株式会社、福知山郵便局、松下電器産業株式会社
- 「光のハイテク遊園地」：ホログラムとハイテクによる光のアートを体験展示。放電を繰り返すプラズマの森の「恐怖の館」、ホログラムによるファンタジックな童話世界の「ホロファンタジー」、レーザー光線と音によるパフォーマンス「オーロラランド」など。
- 「立体映像シアター」：情報交流未来館の屋外にあるテント型パビリオン。マレー・ラーナー制作・監督の海のファンタジー3D映画「SEA DREAM」を上映。
- 「おまつり広場」：イベントステージでは、バリ島からの舞踏団のダンス。ミニSL試乗やソーラーカー走行、ジャンボふわふわクッションなど。

福知山郵便局新庁舎ホール
- 「キダ・タロー　トークショー」（5月1日）
- 「ザイラー　ピアノデュオ」（5月8日） ：船井郡日吉町胡麻で田畑を耕しながらピアノのデュオ演奏を続けているエルンスト・ザイラーのピアノコンサート。

◆第2ゾーン◆
厚生会館
- 「環日本海バザール」：環日本海の各市町村や、中国、韓国、ロシアなどから自慢の物産の紹介、販売を行う。

御霊公園
- 「上々颱風ライブ」：御霊公園舞殿特設ステージにて。（4月25日）
- 「北近畿フェスティバル」：北近畿の郷土芸能や大道芸、バナナのたたき売りや南京玉すだれなど。

福知山城・美術館
- 「日本の切手原画展」：昔話、奥の細道シリーズや、福知山出身の画家佐藤太清による「おしどり」「端鶴」の原画などを展示。

福知山市街
- 「お城まつり」：時代風俗行列や忍者ショー、サイン会にストリートパフォーマンスなど。

◆協賛ゾーン◆
由良川及び河川敷
- 「アウトドアフェスティバル」：丸太切大会、熱気球、RV車、マウンテンバイクなど、「楽しい地球の遊び方」をテーマに、アウトドアスポーツの体験と展示を行う。（5月2日 - 4日）

## 参考資料
- 北近畿交流博パンフレット各種